# Leprechaun 3
Leprechaun 3 (bra: O Duende Assassino) é um filme de terror produzido nos Estados Unidos em 1995, co-escrito por David DuBos e Mark Jones dirigido por Brian Trenchard-Smith.

## Sinopse
Em Las Vegas, o estudante Scott encontra moeda de ouro da sorte e começa a ganhar fortuna no jogo. Mas a moeda pertence ao terrível duende, que volta à ativa para recuperá-la, aterrorizando o estudante, sua namorada, e todos aqueles que ousam cruzar seu caminho. Continuação de 'O Retorno do Duende'.